# 이필선
이필선(1928년 12월 6일~2008년 6월 19일)은 대한민국의 정치인이다. 제5대 국회의원을 지냈다.

## 역대 선거 결과
|  | 13.55% |

|  | 27.29% |

|  | 15.51% |

|  | 36.40% |

|  | 17.95% |

|  | 2.07% |

|  | 20.20% |